# Briefmarken-Jahrgang 1955 des Saarlandes
Der Briefmarken-Jahrgang 1955 des Saarlandes umfasste 11 Sondermarken. Dauermarken wurden in diesem Jahr keine herausgegeben.
Nach dem Zweiten Weltkrieg war das Saarland von Dezember 1947 bis Ende 1956 ein teilautonomes Land unter dem Protektorat Frankreichs. Da es (bis Juli 1959) wirtschaftlich an Frankreich angegliedert war, galt der Französische Franken als Währung.

## Liste der Ausgaben und Motive
Legende
- Bild: Eine bearbeitete Abbildung der genannten Marke. Das Verhältnis der Größe der Briefmarken zueinander ist in diesem Artikel annähernd maßstabsgerecht dargestellt. Sollten keine Marken abgebildet sein, liegt es daran, dass das Urheberrecht des Künstlers noch nicht erloschen ist.
- Beschreibung: Eine Kurzbeschreibung des Motivs und/oder des Ausgabegrundes. Bei ausgegebenen Serien oder Blocks werden die zusammengehörigen Beschreibungen mit einer Markierung versehen eingerückt.
- Wert: Der Frankaturwert der einzelnen Marke in Saar-Franken. Ein „+“ bedeutet, dass es sich um eine Zuschlagsmarke handelt (= Frankaturwert + Spende).
- Ausgabedatum: Das Datum des erstmaligen Verkaufs dieser Briefmarke.
- Gültig bis: Das Datum, an dem die Gültigkeit endete.
- Auflage: Soweit bekannt, wird hier die zum Verkauf angebotene Anzahl dieser Ausgabe angegeben.
- Entwurf: Soweit bekannt, wird hier angegeben, von wem der Entwurf dieser Marke stammt.
- Mi.-Nr.: Diese Briefmarke wird im Michel-Katalog unter der entsprechenden Nummer gelistet.

| Sondermarken | |                |                       |               |           |                                       |       |
| Bild         | Beschreibung                                                                                                | Werte in Franc | Ausgabe- datum (1955) | gültig bis    | Auflage   | Entwurf                               | MiNr. |
|              | Querfeldein-Radweltmeisterschaft in Saarbrücken Flagge des Saarlandes und Radrennfahrer                     | 15             | 28. Februar           | 30. Juni 1957 | 1.000.000 | Bartz                                 | 357   |
|              | 50 Jahre Rotary-Club Eisenwerke Neunkirchen und das Rotary-Emblem                                           | 15             | 28. Februar           | 30. Juni 1957 | 1.000.000 | Fritz Ludwig Schmidt                  | 358   |
|              | Saarmesse Fahnen und Messe Emblem                                                                           | 15             | 18. April             | 30. Juni 1957 | 1.000.000 | H. Ring                               | 359   |
|              | Rotes Kreuz                                                                                                 | 15+5           | 5. Mai                | 30. Juni 1957 | 700.000   | Fritz Ludwig Schmidt                  | 360   |
|              | Tag der Briefmarke Landbriefträger und Kirche von Illingen                                                  | 15             | 8. Mai                | 30. Juni 1957 | 850.000   | Fritz Ludwig Schmidt                  | 361   |
|              | Volksbefragung im Saarland - Schachtanlage, Ausgabe „329“ von 1952 mit Aufdruck „Volksbefragung 1955“       | 15             | 22. Oktober           | 30. Juni 1957 | 1.200.000 | Kratz                                 | 362   |
|              | - Brücke in Gersweiler, Ausgabe „330“ von 1952 mit Aufdruck „Volksbefragung 1955“                           | 18             | 22. Oktober           | 30. Juni 1957 | 1.200.000 | Frantzen                              | 363   |
|              | - Bibliotheksgebäude der Universität Saarbrücken, Ausgabe „332“ von 1952 mit Aufdruck „Volksbefragung 1955“ | 30             | 22. Oktober           | 30. Juni 1957 | 1.200.000 | Hermann Mees                          | 364   |
|              | Volkshilfe - Albrecht Dürer: Dürers Mutter                                                                  | 5+3            | 10. Dezember          | 30. Juni 1957 | 650.000   | Französische Postwertzeichendruckerei | 365   |
|              | - Albrecht Dürer: Betende Hände                                                                             | 10+5           | 10. Dezember          | 30. Juni 1957 | 650.000   | Französische Postwertzeichendruckerei | 366   |
|              | - Albrecht Dürer: Alter Mann von Antwerpen                                                                  | 15+7           | 10. Dezember          | 30. Juni 1957 | 650.000   | Französische Postwertzeichendruckerei | 367   |